# Ettore Majorana
Ettore Majorana (Catania, Sicilia, 5 de agosto de 1906 - desaparecido en el Mar Tirreno el 27 de marzo de 1938), físico italiano. Es conocido sobre todo por su trabajo en física de partículas, en concreto acerca de los neutrinos.

## Trayectoria
Ettore Majorana fue integrante del Grupo de Roma, un grupo de físicos dirigidos por Enrico Fermi (junto a Emilio Segrè, Edoardo Amaldi, Franco Rasetti, Bruno Pontecorvo y otros). Fermi, uno de los físicos que hizo aportaciones de peso tanto a la física teórica como a la experimental, fue capaz de organizar un grupo de científicos de su país, para intentar que Italia recuperara la importancia que había tenido en el desarrollo de la física.
Majorana, un sobresaliente científico nacido en Sicilia, conoció a los mejores físicos en Italia y en Alemania. Su carácter reservado y sus escrúpulos pudieron pesar en su extraña desaparición. Alguna vez, su maestro Enrico Fermi comentó que Majorana carecía de sentido común ("buon senso", decía) ya que no pudo solucionar sus conflictos personales, lo que quizás provocó su suicidio (sin que esto se haya confirmado).
En su "Recordatorio de Ettore Majorana", E. Amaldi escribió: «Las personas cercanas a él habían así terminado de comprender que tanta severidad no era otra cosa que la manifestación de un espíritu insatisfecho y atormentado... Bajo un aparente aislamiento del prójimo, no solo de hechos sino también de sentimientos, se escondía una viva sensibilidad que lo llevaba a estrechar solo raramente relaciones de amistad, pero entonces estas eran dotadas de la profundidad característica de su región de origen». Por su parte, el gran escritor Leonardo Sciascia, en La desaparición de Majorana de 1975 (Barcelona, Tusquets, 2007), hizo una reconstrucción bien documentada sobre los enigmas de esa extraña huida del físico siciliano. Recordó su trayectoria familiar, sus relaciones con Fermi y con Heisenberg, su extraño comportamiento con los colegas, su inteligencia huraña, y la conciencia de su valía. Este libro sigue siendo una hermosa referencia, pese a algunos reparos del momento, como los de Amaldi, a quien había citado el propio Sciascia.
Hoy la ecuación de Majorana recuerda a ese valioso físico, una ecuación de onda relativística paralela a la ecuación de Dirac, y por el fermión de Majorana en física de partículas: un fermión que es su propia antipartícula.
Aun no se sabe si su desaparición pudo ser motivada por escaparse del gobierno fascista, por la decisión de suicidarse, o por un asesinato.

## En la ficción
Algunas más cerca de la realidad que otras, sobre Majorana se han escrito las siguientes novelas:
- La segunda desaparición de Majorana de Jordi Bonells, edición en castellano: Editorial Funambulista, colección LiteraDura, noviembre de 2005, ISBN 84-934532-9-3. Traducido por Lluis Agustí del original Le deuxième disparition de Majorana.
- La desaparición de Majorana, Leonardo Sciascia, Tusquets editores, 2007, ISBN 9788483830086.
- A propósito de Majorana, Javier Argüello, Literatura Random House, 2015, ISBN 9788439729303.
- El anillo de la profesora Meitner, L. Sarasúa, 2014, ISBN 9788461734788.

## Otras menciones
- El cantautor italiano Franco Battiato (1945-2021) lo menciona en su canción «Mesopotamia» (1996).
- El novelista español Enrique Vila-Matas (1948-) lo menciona en su novela Doctor Pasavento (2005).
- El novelista chileno Marcelo Simonetti (1966-) lo menciona en su novela Dibujos de Hiroshima.